# Facundo Taborda
Facundo Martín Taborda (Santa Fe, 16 gennaio 2001) è un calciatore argentino, attaccante del Colón (SF).

## Carriera
Taborda è cresciuto nel settore giovanile del Colón (SF) con cui ha debuttato il 4 settembre 2022 nell'incontro di Primera División perso 2-1 contro il Boca Juniors. Nel novembre seguente ha firmato il suo primo contratto professionistico.
Rimasto formalmente svincolato nel dicembre del 2023, il mese successivo è stato reintegrato dal club rossonero con cui ha firmato per due anni.

## Statistiche

### Presenze e reti nei club
Statistiche aggiornate al 14 aprile 2024.
| Stagione        | Squadra         | Campionato      | Campionato | Campionato | Coppe nazionali | Coppe nazionali | Coppe nazionali | Coppe continentali | Coppe continentali | Coppe continentali | Altre coppe | Altre coppe | Altre coppe | Totale | Totale | Totale |
| Stagione        | Squadra         | Comp            | Pres       | Reti       | Comp            | Pres            | Reti            | Comp               | Pres               | Reti               | Comp        | Pres        | Reti        | Pres   | Reti   |        |
| --------------- | --------------- | --------------- | ---------- | ---------- | --------------- | --------------- | --------------- | ------------------ | ------------------ | ------------------ | ----------- | ----------- | ----------- | ------ | ------ | ------ |
| 2022            | Colón (SF)      | PD              | 6          | 0          | CA+CdL          | 0               | 0               |                    | -                  | -                  |             | -           | -           | 6      | 0      |        |
| 2023            | Colón (SF)      | PD              | 2          | 0          | CA+CdL          | 0               | 0               |                    | -                  | -                  |             | -           | -           | 2      | 0      |        |
| 2024            | Colón (SF)      | PBN             | 0          | 0          | CA              | 0               | 0               |                    | -                  | -                  |             | -           | -           | 0      | 0      |        |
| Totale carriera | Totale carriera | Totale carriera | 8          | 0          |                 | 0               | 0               |                    | -                  | -                  |             | -           | -           | 8      | 0      |        |